# بخش مونرو (شهرستان کوشوکتون، اوهایو)
بخش مونرو (به انگلیسی: Monroe Township) یک منطقهٔ مسکونی در ایالات متحده آمریکا است که در شهرستان کوشاکتن، اوهایو واقع شده‌است.
 بخش مونرو ۶۷٫۷ کیلومتر مربع مساحت و ۵۲۵ نفر جمعیت دارد و ۳۷۹ متر بالاتر از سطح دریا واقع شده‌است.